# The Phoenix
The Phoenix ist ein Elektroauto aus 90 % recyceltem Material und wurde von IT Asset Partners Inc. (ITAP) im Laufe von 35 Tagen für nur 13.000 USD gebaut. Das Ziel war, die Möglichkeiten und Potenziale, die sich aus dem Elektroschrott-Recycling ergeben, sowie ein von ITAP entwickeltes Verfahren, das sogenannte „Hybrid Recycling“, zu demonstrieren. Das Fahrzeug hält mit 999,5 Meilen (1608,5 km) den Weltrekord für die größte von einem Elektrofahrzeug zurückgelegte Entfernung mit einer einzigen Ladung (ohne Sonnenenergie).

## Übersicht
The Phoenix wurde in Chatsworth, Kalifornien, vom Pionier des Elektroschrott-Recyclings Eric Lundgren gebaut. Er ist der Gründer und ehemalige Geschäftsführer von ITAP Inc., Amerikas führendes Hybrid-Recycling-Unternehmen, das unter anderem auf Elektroschrott-Recycling und Rückwärtslogistik spezialisiert ist.
The Phoenix ist ein verschrotteter BMW E39 528i (1997), der in ein Elektrofahrzeug umgewandelt wurde. Seine Reichweite ist 38 % größer als die eines Tesla Model S P100D. Die Innenausstattung des verwerteten Autos wurde bis auf die Fahrer- und Beifahrersitze komplett entfernt und es wurde mit einem Elektromotor, dem Steuergerät eines Elektrostaplers und einem wieder verwerteten 130-kWh-Akkupack ausgestattet. Die Zellen aus Lithium-Ionen-Akkus stammen aus elektronischen Geräten des täglichen Gebrauchs. Die Batteriekapazität wurde für den Rekordversuch auf über 200 kWh erweitert.
Hybrid Recycling
Lundgren baute The Phoenix, um das sogenannte „Hybrid Recycling“ und dessen Nutzen zu demonstrieren. Beim „Hybrid Recycling“ werden Produkte in ihre einzelnen Komponenten zerlegt. Diese werden dann in Second-Life-Anwendungen wiederverwendet, statt wie beim konventionellen Recycling, wo die zerlegten Komponenten als Rohmaterialien in den Produktionskreislauf zurückgeführt werden.

## Leistungen
Langstreckenrekord
Am Wochenende des 9. August 2017 übertraf The Phoenix den Weltrekord des Tesla Model SP100D von 1083 km mit einer einzigen Ladung. Er legte auf öffentlichen kalifornischen Autobahnen und Straßen sowohl unter Autobahnbedingungen als auch bei Stop-and-go-Verkehr eine Entfernung von 1203 km zurück. Dabei wurden 165,8 kWh elektrische Energie genutzt.
Am 16. Oktober 2017 stellte The Phoenix auf dem Auto Club Motor Speedway in Fontana, Kalifornien, mit einer Entfernung von 1608,54 km den Guinness-Weltrekord für die größte Entfernung auf, die von einem Elektrofahrzeug mit einer einzigen Ladung (ohne Sonnenenergie) zurückgelegt wurde Dabei gelang es, den bisherigen Rekord von 1298 km, der 2013 in Japan aufgestellt wurde, zu brechen.